# Homura
«Homura»  es una canción de la cantante pop japonesa LiSA. Es el decimoséptimo sencillo de la cantante e incluye otras tres pistas. La canción fue lanzada el 14 de octubre de 2020 por Sacra Music y Sony Music Japan. Sirve como tema principal de la película Demon Slayer: Mugen Train (2020). "Homura" ganó el gran premio en los 62nd Japan Record Awards en 2020.

## Antecedentes y lanzamiento
LiSA lanzó "Gurenge" en julio de 2019, que sirvió como tema de apertura de la serie de anime Demon Slayer: Kimetsu no Yaiba. "Gurenge" fue un éxito comercial, alcanzando el número dos en la lista Japan Hot 100 y fue certificado Million por la Recording Industry Association of Japan. El 2 de agosto de 2020, "Homura" fue anunciado como el tema de apertura de la versión cinematográfica de la serie de anime Demon Slayer: Mugen Train, que estaba programada para ser lanzada el 16 de octubre de 2020. El sencillo fue lanzado en formato digital y en CD el 14 de octubre de 2020 por Sacra Music y Sony Music Japan, junto con el álbum de estudio de LiSA Leo Nine. La versión física estuvo disponible en tres ediciones diferentes: Edición Regular, Edición Limitada y Primera Edición Limitada. Las tres versiones contienen "Homura" como lado A y "Lost romance" como lado B. Tanto la edición regular como la primera edición limitada incluyen "Leopardess" como lado B, mientras que "My Friends Forever" viene como lado B exclusivamente en la edición limitada.

## Composición
LiSA escribió "Homura" con su compositor Yūki Kajiura, y este último también se encargó de la producción. Musicalmente, es un número de balada. Hablando sobre la canción, LiSA declaró: "He estado involucrado en numerosos trabajos de anime, y 'Homura' fue otra canción que escribí al pensar mucho en el trabajo que acompañaría, al igual que cualquier otra pista que he lanzado".

## Desempeño comercial

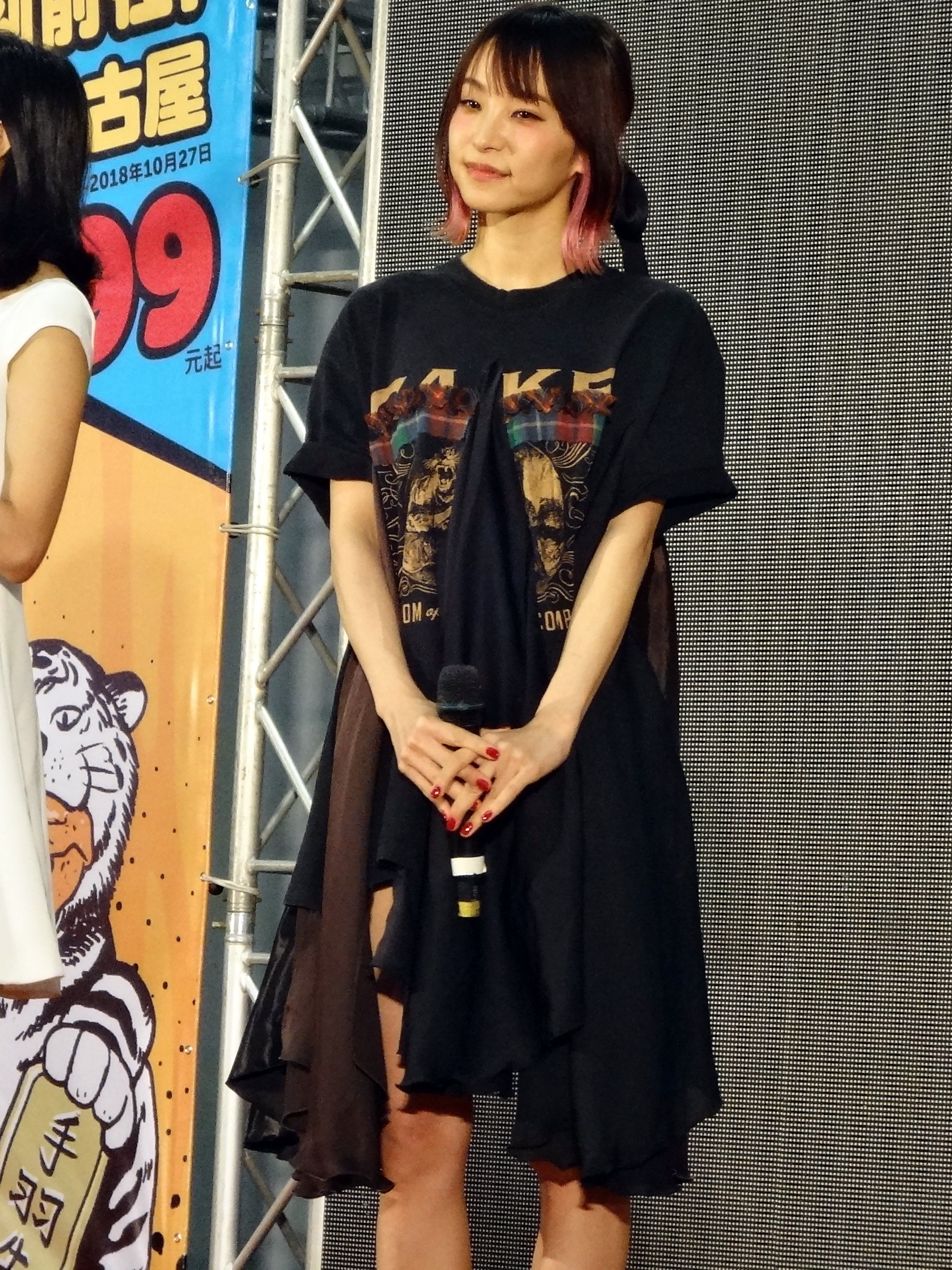
LiSA en la convención Petit Fancy de 2018

Homura "debutó en el número uno en la lista de sencillos de Oricon en la edición de la lista con fecha del 20 de octubre de 2020, vendiendo 68,000 copias en su primera semana. Además, LiSA encabezó la lista de álbumes de Oricon con Leo-Nine simultáneamente. Al hacerlo, LiSA se convirtió en la primera artista femenina en 16 años y 6 meses en hacerlo desde Utada Hikaru. El sencillo encabezó simultáneamente las listas de Streaming Combinado y Sencillo Digital Semanal de Oricon, registrando más de 141.000 ventas de descargas y 8,67 millones de reproducciones en su primera semana. En su segunda semana, el La canción mantuvo su puesto número uno, vendiendo otras 42.000 copias. Al hacerlo, LiSA se convirtió en la primera artista femenina en ganar el puesto número uno durante dos semanas consecutivas desde "Toilet no Kamisama" de Kana Uemura (2011). Vendió 133,087 descargas en la lista de sencillos digitales y registró más de 16.74 millones de transmisiones, rompiendo el récord de transmisiones más altas que anteriormente tenía "Make You Happy" de NiziU (2020). En la semana del 3 de noviembre de 2020, "Homura" se mantuvo en el número uno con 32.000 copias vendidas, contando así un total de tres semanas consecutivas en la cima de la lista de Oricon. Se convirtió en la primera canción en hacerlo en 12 años y 10 meses desde "Dangan Faitā" de SMAP (2007).  En la semana del 23 de diciembre de 2020, el sencillo permaneció en el primer lugar en la lista de sencillos digitales, pasó un total de 10 semanas consecutivas y empató el récord de la mayoría de las semanas en el número uno con "Lemon" de Kenshi Yonezu (2018). La semana siguiente, mantuvo su posición, sumando un total de 11 semanas consecutivas en el número uno y convirtiéndose en el líder de la tabla de mayor trayectoria.
"Homura" llegó al número uno en la lista Japan Hot 100, con 65.000 copias en su primera semana de seguimiento. Con Leo-Nine encabezando simultáneamente la lista de Hot Albums, LiSA se convirtió en el primer acto en la historia en tener una canción y un álbum debutando en el número uno de la lista. La canción mantuvo su posición en su segunda semana, con 28,832 unidades vendidas y 18,8 millones de reproducciones. Con "Gurenge" volviendo al número dos, LiSA reclamó simultáneamente los dos primeros lugares en la tabla. En la lista de transmisiones de Billboard Japan con fecha del 7 de diciembre de 2020, el sencillo acumuló transmisiones acumuladas de más de 100 millones, convirtiéndose en la canción más rápida en hacerlo en siete semanas y superó el récord de "Dynamite" de BTS (2020). Para la lista de fin de año, fue el noveno sencillo con mejor desempeño de 2020 en el Japan Hot 100. "Homura" fue certificado platino por la RIAJ por superar las 250.000 unidades físicas y millones por superar el millón de ventas digitales.
En la semana del 24 de octubre de 2020, "Homura" debutó en el número 62 en el Billboard Global 200 y en el número 21 en el Billboard Global Excl. de Estados Unidos. En su segunda semana, la canción alcanzó el puesto número ocho en el Billboard Global 200, con 19,4 millones de reproducciones y 97.000 ventas de descargas en todo el mundo. Simultáneamente subió al número dos en el Billboard Global Excl.

## Video musical
El video musical de la canción, dirigido por Masakazu Fukatsu, se subió al canal de YouTube de LiSA el 14 de octubre de 2020. Fue precedido por un avance lanzado en la misma plataforma el 2 de octubre. El video presenta a LiSA cantando "Homura" en un solitario playa del mar, con el telón de fondo de los colores cambiantes del cielo al amanecer.

## Lista de canciones
| Descarga digital |                         |                      |          |  |
| N.º              | Título                  | Arrangement          | Duración |  |
| 1.               | «Homura»                | Yuki Kajiura         | 4:34     |  |
| 2.               | «Lost romance»          | Sho (My First Story) | 3:57     |  |
| 3.               | «Leopardess»            | Hi-yunk              | 3:06     |  |
| 4.               | «My Friends Forever»    | Ryo Eguchi           | 4:28     |  |
| 5.               | «Homura (Instrumental)» |                      | 4:34     |  |

| Edición regular / Primera edición limitada |                         |          |  |
| N.º                                        | Título                  | Duración |  |
| 1.                                         | «Homura»                | 4:34     |  |
| 2.                                         | «Lost romance»          | 3:57     |  |
| 3.                                         | «Leopardess»            | 3:06     |  |
| 4.                                         | «Homura (Instrumental)» | 4:34     |  |

| CD single – Edición limitada |                         |          |  |
| N.º                          | Título                  | Duración |  |
| 1.                           | «Homura»                | 4:34     |  |
| 2.                           | «Lost romance»          | 3:57     |  |
| 3.                           | «My Friends Forever»    | 4:28     |  |
| 4.                           | «Homura (Instrumental)» | 4:34     |  |